# Liste der Bodendenkmale in Bötersen
In der Liste der Bodendenkmale in Bötersen sind alle Bodendenkmale der niedersächsischen Gemeinde Bötersen aufgelistet. Die Quelle ist der Denkmalatlas Niedersachsen. 
Der Stand der Liste ist der 1. Dezember 2024.
Allgemein

Bötersen im Landkreis Rotenburg (Wümme)

In den Spalten finden sich folgende Informationen des Bodendenkmales:
Lagegeographische Koordinaten
BezeichnungBezeichnung lt. Denkmalatlas
BeschreibungBeschreibung lt. Denkmalatlas
IDObjekt-ID
BildBild, ggf. zusätzlich mit Link zu weiteren Fotos im Medienarchiv Wikimedia Commons.

## Bötersen
| Lage                       | Bezeichnung            | Beschreibung                                                                        | ID       | Bild |
| -------------------------- | ---------------------- | ----------------------------------------------------------------------------------- | -------- | ---- |
| 53° 8′ 54″ N, 9° 20′ 21″ O | Bötersen 39, Grabhügel | Durchmesser ca. 14 m und Höhe ca. 1,5 m. Rund. Alte kleine Eingrabung in der Mitte. | 28972827 | BW   |

## Höperhöfen
| Lage                       | Bezeichnung              | Beschreibung | ID       | Bild |
| -------------------------- | ------------------------ | --- | -------- | ---- |
| 53° 7′ 48″ N, 9° 16′ 49″ O | Höperhöfen 19, Grabhügel | Durchmesser ca. 10 m und Höhe ca. 0,5 m. Ebenmäßig flach gewölbt. Im Südosten in einen Weg auslaufend. Im Nordwesten ist alte Sandentnahme. Oberfläche abgeflacht. | 28972065 | BW   |
| 53° 8′ 23″ N, 9° 17′ 11″ O | Höperhöfen 23, Grabhügel | Durchmesser ca. 19,5 m und Höhe ca. 0,7 m. Ebenmäßig gewölbt. Rand flach und weit auslaufend.                                                                      | 28972206 | BW   |

### Höperhöfen 1
- ID:28972190
- Gruppe von ehemals zehn Grabhügeln, von denen acht mit Dm.10 – 18 m und H. 0,5 – 1,2 m noch erhalten sind. Sie weisen zum Teil Schäden durch alte Geschützstellungen und Raubgrabungen auf. Die beiden zerstörten Grabhügel lagen in der nördlich anschließenden Ackerfläche.

| Lage                       | Bezeichnung   | Beschreibung | ID       | Bild |
| -------------------------- | ------------- | --- | -------- | ---- |
| 53° 7′ 29″ N, 9° 18′ 39″ O | Höperhöfen 1  | Durchmesser ca. 13,5 m und Höhe ca. 0,5 m. Südlicher Rand flach auslaufend. Von Norden aus kaum erkennbar.      | 28972188 | BW   |
| 53° 7′ 32″ N, 9° 18′ 41″ O | Höperhöfen 2  | Durchmesser ca. 14 m und Höhe ca. 0,7 m. Rand allmählich auslaufend. Mit größerer Eingrabung.                   | 28972189 | BW   |
| 53° 7′ 31″ N, 9° 18′ 39″ O | Höperhöfen 3  | Durchmesser ca. 17 m und Höhe ca. 1 m. Alte Eingrabungen. Im Westen abgesetzt, ansonsten allmählich auslaufend. | 28972192 | BW   |
| 53° 7′ 33″ N, 9° 18′ 39″ O | Höperhöfen 4  | Durchmesser ca. 18 m und Höhe ca. 1 m. Einkuhlungen. Allmählich auslaufender Rand.                              | 28972194 | BW   |
| 53° 7′ 34″ N, 9° 18′ 39″ O | Höperhöfen 5  | Durchmesser ca. 13,5 m und Höhe ca. 0,8 m. Ebenmäßig gewölbt.                                                   | 28972198 | BW   |
| 53° 7′ 34″ N, 9° 18′ 39″ O | Höperhöfen 8  | Durchmesser ca. 10 m und Höhe ca. 0,5 m. Flach gewölbt. Im Norden vom Acker angeschnitten.                      | 28972203 | BW   |
| 53° 7′ 34″ N, 9° 18′ 40″ O | Höperhöfen 9  | Durchmesser ca. 16 m und Höhe ca. 1,1 m. Ebenmäßig gewölbt. Rand allmählich auslaufend.                         | 28972202 | BW   |
| 53° 7′ 33″ N, 9° 18′ 42″ O | Höperhöfen 10 | Durchmesser ca. 17,5 m und Höhe ca. 1,2 m. Rand weit auslaufend.                                                | 28972199 | BW   |

### Höperhöfen 12
- ID:28972821
- Grabhügelfeld

| Lage                       | Bezeichnung   | Beschreibung | ID       | Bild |
| -------------------------- | ------------- | --- | -------- | ---- |
| 53° 7′ 48″ N, 9° 17′ 52″ O | Höperhöfen 12 | Durchmesser ca. 11 m und Höhe ca. 0,4 m. Flach gewölbt, einzelne alte Eintiefungen. Rand sanft auslaufend. | 28972710 | BW   |
| 53° 7′ 49″ N, 9° 17′ 52″ O | Höperhöfen 13 | Größe 6 × 12 m (NO-SW); H. 0,7 m. Langgestreckt. Allmählich auslaufender Rand. | 28972816 | BW   |
| 53° 7′ 49″ N, 9° 17′ 51″ O | Höperhöfen 14 | Durchmesser ca. 13 m und Höhe ca. 0,8 m. Ebenmäßig gewölbt, allmählich auslaufender Rand. | 28972815 | BW   |
| 53° 7′ 48″ N, 9° 17′ 49″ O | Höperhöfen 15 | Durchmesser ca. 12 m und Höhe ca. 0,5 m. Ebenmäßig gewölbt, Rand flach auslaufend. | 28972817 | BW   |
| 53° 7′ 49″ N, 9° 17′ 50″ O | Höperhöfen 16 | Durchmesser ca. 10 m und Höhe ca. 0,5 m. Ebenmäßig gewölbt, Rand flach auslaufend, Oberfläche etwas uneben. | 28972818 | BW   |
| 53° 7′ 50″ N, 9° 17′ 51″ O | Höperhöfen 17 | Durchmesser ca. 17 m und Höhe ca. 0,9 m. Ebenmäßig gewölbt, Rand allmählich auslaufend. An nordöstlicher Seite durch Feldweg abgefahren.                                                                       | 28972819 | BW   |
| 53° 7′ 51″ N, 9° 17′ 49″ O | Höperhöfen 18 | Durchmesser ca. 13,5 m und Höhe ca. 0,5 m. Wallartiger, verwaschener Auswurf um weite muldenartige Eintiefung. Sehr unebene Oberfläche. Rand wenig abgesetzt. Nordöstliche Hälfte durch Feldweg abgeschnitten. | 28972820 | BW   |